# Restauracja (historia)
Restauracja – przywrócenie obalonej dynastii lub dawnego ustroju w państwie.
Pierwsze tak nazwane zdarzenie to powrót dynastii Stuartów na tron Anglii w 1660; określenie to jest używane także w odniesieniu do okresu panowania Karola II (1660–1685).
We Francji po upadku Napoleona dwukrotnie dochodziło do restauracji dynastii Burbonów – w 1814 (po abdykacji Napoleona) oraz w 1815 (po klęsce Napoleona pod Waterloo). Określenie okres Restauracji dotyczy panowania dwóch ostatnich Burbonów na francuskim tronie:
- Ludwika XVIII (1814–1824), z przerwą na 100 dni Napoleona,
- Karola X (1824–1830).

Panowanie następcy obalonego Karola X, Ludwika Filipa (pochodzącego z bocznej linii Burbonów), króla Francuzów (1830–1848) określa się mianem monarchii lipcowej.